# Margita (ime)
Margita je žensko osebno ime.

## Izvor imena
Ime Margita je različica ženskega osebnega imena Marjeta.

## Pogostost imena
Po podatkih Statističnega urada Republike Slovenije je bilo na dan 31. decembra 2007 v Sloveniji število ženskih oseb z imenom Margita: 86.

## Osebni praznik
Osebe z imenom Margita lahko godujejo takrat kot osebe z imenom Marjeta.